# Les mots et les choses
Les mots et les choses (volledige titel: Les mots et les choses. Une archéologie des sciences humaines) is een essay van Michel Foucault op het gebied van politieke theorie, ideeëngeschiedenis en discoursetheorie. Het boek is in het Nederlands onder de titel De woorden en de dingen: Een archeologie van de menswetenschappen voor het eerst uitgegeven door Boom in 1970. 

## Inhoud
Het boek begint met een grondige analyse van het schilderij Las Meninas van Velázquez, in het bijzonder de manier waarop dit schilderij zich als gevolg van perspectief verhoudt tot de toeschouwer. Daarna wordt de wetenschapsgeschiedenis van de Renaissance tot aan de 19e eeuw onder de loep genomen, waarbij Foucault met name kritiek levert op de gebondenheid aan tijd en ruimte van denkpatronen die overheersen in de verschillende gebieden van de wetenschap, met name de taxonomie en de classificatie. Hierdoor wordt een afstand tussen wetenschap en werkelijkheid gecreëerd. Omstandigheden die de manier waarop vertogen worden gevoerd bepalen veranderen mettertijd. 
Samen met L'Archéologie du savoir vormt deze analyse de uitwerking van het door Foucault zelf bedachte begrip episteme: denkkaders die aan bepaalde historische periodes gebonden zijn en zodoende het hele denkpatroon en daarmee de wetenschap van dezelfde tijd bepalen. Achteraf verklaarde Foucault dat hij met "episteme" niet een soort "onderliggende theorie" voor de verschillende tijdvakken bedoeld had, maar de verbanden die bestaan tussen een bepaalde historische periode en de wetenschap. Het werk sluit in veel opzichten ook aan bij de structuralistische taalkunde, al was dit volgens Foucault zelf niet het geval.

## Vertaling
- De woorden en de dingen. Een archeologie van de menswetenschappen, vert. C.P. Heering-Noorman, Meppel 1970 (meerdere drukken)
- De woorden en de dingen. Een archeologie van de menswetenschappen, vert. Walter van der Star, Amsterdam: Boom, 2021